# Federale Verkiezingscommissie

De Federale Verkiezingscommissie (Engels: Federal Election Commission – FEC) is een onafhankelijk orgaan dat toezicht houdt op verkiezingscampagnes in de Verenigde Staten, met name op de financiering ervan. De commissie is in 1974 gecreëerd door middel van een amendement op de Federal Election Campaign Act.
De commissie bestaat uit zes leden, die worden benoemd door de President van de Verenigde Staten na bevestiging door de Senaat. Per politieke partij mogen hooguit drie commissieleden worden benoemd, terwijl er vier leden nodig zijn om tot een officiële commissie-actie te komen.
Kandidaten voor verkozen federale functies (president, senator en lid van het Huis van Afgevaardigden) moeten zich aanmelden bij de FEC, zodat die toezicht kan houden op de regels betreffende campagne-financiering.